# Mauerkammergrab von Auleben

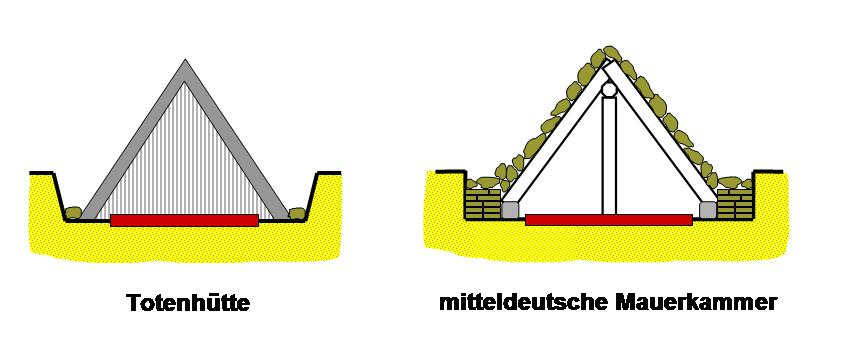
Totenhütte (Bohlenkammer) und Mauerkammergrab

Das Mauerkammergrab von Auleben wurde im Jahr 1889 bei Auleben, einem Ortsteil der Stadt Heringen/Helme im Landkreis Nordhausen in Thüringen am Fundplatz Königsgrab in einem Hügel von 2,5 m Höhe und 20 m Durchmesser entdeckt.
Die Reste des Mauerkammergrabes lagen in einem Bereich von etwa 4,0 m Durchmesser. Über Aufbau, Größe und Orientierung liegen keine Angaben vor. Ein intensiver Grabbrand wurde festgestellt. Mindestens 25 Individuen lagen in einer Schicht aus kalzinierten Knochen und Leichenbrand zwischen zwei Holzkohleschichten. An Beigaben wurden eine Feuersteinklinge, ein kleiner Bronzering (?) und fünf schnurkeramische Gefäße gefunden.
Ulrich Fischer (1956, S. 275) stellt das Grab zur Walternienburg-Bernburger Kultur. Er sieht in den schnurkeramischen Funden Reste von Nachbestattungen. 
Karl Peschel (1934–2019) betont (1963, S. 126), dass Fischers Annahme durch die Keramik nicht bestätigt wird und lediglich auf der Tatsache des Kollektivgrabes beruht. Er enthält sich jedoch einer kulturellen Zuweisung. Grabbau und Bestattungsweise sprechen nach Hans-Jürgen Beier für eine Zuweisung zur Bernburger Kultur, obwohl der Fundzusammenhang nie geklärt werden kann.